# GW Водолея
GW Водолея (лат. GW Aquarii) — одиночная переменная звезда в созвездии Водолея на расстоянии (вычисленном из значения параллакса) приблизительно 8873 световых лет (около 2720 парсеков) от Солнца. Видимая звёздная величина звезды — от +13,9m до +12,63m.

## Характеристики
GW Водолея — жёлто-белая пульсирующая переменная звезда типа RR Лиры (RRAB) спектрального класса F. Эффективная температура — около 6635 К.